# Bataille aérienne de Formose
Théâtre du Pacifique de la Seconde Guerre mondiale
Batailles
Campagne des Philippines
- Formose
- Leyte
- Golfe de Leyte
- Baie d'Ormoc
- Mindoro
- Maguindanao
- Golfe de Lingayen
- Luçon
- Col de Bessang
- Raid de Cabanatuan
- Bataan (1945)
- Manille (1945)
- Corregidor (1945)
- Baguio (1945)
- Raid de Los Baños
- Visayas
- Palawan
- Mindanao
- Jolo
- Davao
- Raid en mer de Chine méridionale

La bataille aérienne de Formose (japonais : 台湾沖航空戦 , chinois : 臺灣空戰) est une série d'engagements aériens à grande échelle s'étant déroulés du 12 au 16 octobre 1944 entre des groupes aériens de porte-avions de l'US Navy Fast Carrier Task Force et les forces aériennes japonaises basées à terre de la marine impériale et de l'armée impériale japonaise.
La bataille consistait en des raids aériens américains contre des installations militaires japonaises sur Formose (Taiwan) pendant la journée et des attaques aériennes japonaises la nuit contre des navires américains. Les pertes japonaises dépassent 300 avions détruits dans les airs, tandis que les pertes américaines s’élèvent à moins de 100 avions détruits et deux croiseurs endommagés.
Ce résultat priva la flotte combinée d'une couverture aérienne solide pour les opérations futures, ce qui s’avérera décisif pendant la bataille du golfe de Leyte à la fin d'octobre.

## Contexte
Les plans stratégiques japonais pour une bataille décisive avec la flotte américaine étaient déjà établis en septembre 1944. Anticipant les différentes options ouvertes aux forces de débarquement américaines, l'ordre opérationnel japonais, nommé Sho (« victoire »), prévoyait quatre scénarios pour contrer une invasion n'importe où entre les Philippines et les Kouriles. En conséquence, le commandant en chef de la flotte combinée, l'amiral Soemu Toyoda, s'envola vers le front début octobre pour rallier les troupes en vue de l'opération.
Le 10 octobre s'acheva la visite du front de Toyoda. Il avait l'intention de partir de Formose pour le Japon le même jour, mais fut contraint de changer ses plans lorsque la Task Force des porte-avions rapides du vice-amiral Marc Mitscher apparut soudainement au nord, lançant des frappes contre les îles Ryukyu. Toyoda ne pouvait risquer un voyage vers l'archipel par une force de porte-avions ennemie concentrée qui embarquait maintenant plus de 1 000 avions, surtout après la perte du commandant précédent de la flotte combinée, tué pendant un engagement aérien. En conséquence, il fut cloué au sol loin du quartier général de la flotte combinée. Hors de position et avec des lignes de communication inadéquates, la réponse à une puissance aérienne ennemie aussi écrasante fut laissée au chef d'état-major de Toyoda, le vice-amiral Ryūnosuke Kusaka.
Kusaka voyait à juste titre ces frappes comme un précurseur des débarquements de troupes américaines, en partie grâce aux renseignements que la marine impériale avait recueillis la semaine précédente.
Ignorant où les forces ennemies allaient débarquer, Kusaka choisit d'exécuter la composante aérienne Sho-1 ou Sho-2 — la défense prévue des Philippines ou de Formose — le matin du 10 octobre. Sho était un plan complexe impliquant plusieurs forces navales de surface appareillant de bases aussi éloignées que Singapour ou le Japon. Il faudrait du temps à ces navires de guerre pour se mettre en position en vue d'une attaque concertée. Ainsi, plutôt que d'attendre l'arrivée de la flotte pour une attaque combinée maritime et aérienne, Kusaka ordonna aux forces aériennes réservées à Sho d'engager immédiatement l'ennemi. Il renforça cet ordre en mettant en œuvre Sho-2 dans son intégralité le matin du 12 octobre.
De nombreux avions étaient disponibles pour l'opération mais ceux-ci étaient largement dispersés. Le 10 octobre, la sixième base aérienne du vice-amiral Shigeru Fukudome était composée d'environ 740 avions répartis de Formose à Kyushu ; la cinquième base aérienne du vice-amiral Kimpei Teraoka et la quatrième armée aérienne du lieutenant-général Kyoji Tominaga du service aérien de l'Armée impériale japonaise (IJAAS) aux Philippines disposaient ensemble d'environ 440 appareils. Au cours des quatre jours suivants, environ 690 avions supplémentaires arrivèrent du Japon et de Chine.
Bien que représentant un nombre important d'avions disponibles, le service aérien de la marine impériale japonaise (IJNAS) se remettait encore des pertes subies lors de la bataille de la mer des Philippines en juin. Alors que les unités étaient en grande partie reconstituées en termes de quantité à ce moment-là, la qualité des pilotes était en net déclin. De plus, bien que le nombre total d'avions engagés au combat par 12 octobre éclipsa toute force que le Japon avait précédemment déployée dans les airs, la Force de transport rapide de l'US Navy était capable d'engager une force beaucoup plus importante et nettement mieux entraînée.

## Ordre de bataille
Marine impériale japonaise
- Service aérien de la marine impériale japonaise : 1 225 chasseurs / bombardiers.
  - 1re flotte aérienne : basée à Manille, Philippines
  - 2e flotte aérienne : basée à Takao, Taiwan occupée
  - 3e flotte aérienne : anciennement basée sur un porte-avions, déplacée vers sur la terre ferme sous le commandement de la 2e flotte aérienne

 Armée impériale japonaise
- Service aérien de l'Armée impériale japonaise : 200 chasseurs / bombardiers
  - 4e armée aérienne : basée à Manille, Philippines

 US Navy
- Troisième flotte
  - Task Force 38 (TF 38) : 17 porte-avions (dont 9 porte-avions légers), 6 cuirassés, 4 croiseurs lourds, 11 croiseurs légers, 57 destroyers
    - Task Group 38.1 (TG 38.1) : USS Cowpens, USS Hornet, USS Monterey, USS Wasp
    - Task Group 38.2 (TG 38.2) : USS Bunker Hill, USS Cabot (détaché), USS Hancock, USS Independence, USS Intrepid
    - Task Group 38.3 (TG 38.3) : USS Essex, USS Langley, USS Lexington, USS Princeton
    - Task Group 38.4 (TG 38.4) : USS Belleau Wood, USS Enterprise, USS Franklin, USS San Jacinto

## Bataille
Des avions de reconnaissance japonais équipés de radar ont aperçu divers Task Group de la troisième flotte tout au long de la journée et de la nuit du 11 octobre, donnant aux commandants de zone sur Formose et aux Philippines une alerte rapide. Sachant que les frappes à l'aube du 12 octobre étaient imminentes, les forces terrestres furent mises en alerte et les avions préparés pour une interception tôt le matin.
L'expérience de combat des groupes aériens américains pendant la bataille dépendait dans une large mesure de la disposition de leur groupe opérationnel et des cibles d'attaque assignées. Le matin du 12 octobre, les quatre Task Group de la Task Force Fast Carrier ont été dispersés du nord-ouest au sud-est. Le Task Group 38.2, en tant qu'unité la plus au nord, s'est vu attribuer le tiers nord de Formose. Le Task Group 38.3 était le suivant dans la file et assigna la partie centrale de l'île. Enfin, les Task Group 38.1 et 38.4 furent affectés conjointement au sud de Formose,.

### 12 octobre

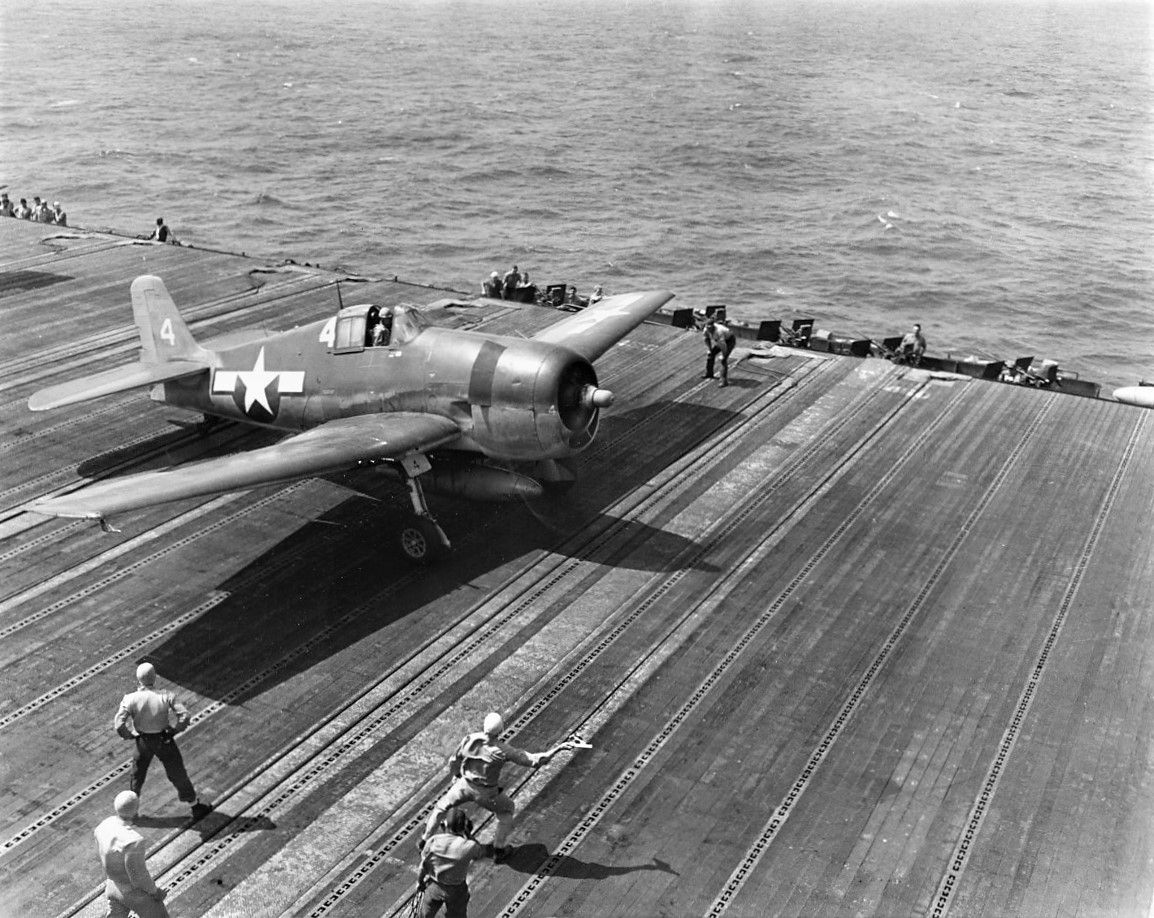
L'USS Lexington lançant un F6F Hellcat pendant la bataille aérienne de Formose, 12 octobre 1944.

Les quatre Task Group achevèrent le lancement des chasseurs avant l'aube vers 06 h 00. Les Japonais étant en alerte, les Grumman F6F Hellcat des quatre groupes furent interceptés par des avions ennemis en vol ; des tirs antiaériens modérés à intenses furent signalés dans la totalité des zones ciblées. Les engagements air-air ont été les plus féroces au-dessus du nord et du centre de Formose, où opéraient les avions du contre-amiral Gerald F. Bogan du TG 38.2 et du contre-amiral Frederick C. Sherman du TG 38,3. L'USS Lexington et l'USS Essex de Sherman revendiquèrent près de 50 avions ennemis abattus. Le groupe opérationnel de Bogan comprenait trois porte-avions de la classe Essex — USS Intrepid, USS Bunker Hill et USS Hancock. Les Intrepid et Bunker Hill détruisirent plus de 50 avions japonais, portant le total combiné des deux groupes à environ 100 victoires,,,.
Les groupes aéronautiques américains, quant à eux, subirent des pertes de personnel minimes lors du balayage des chasseurs tôt le matin : dans les deux Task Group ci-dessus, seuls neuf avions américains furent abattus et trois pilotes furent ensuite secourus par des navires / sous-marins à proximité. Ces résultats inégaux étaient en partie dus au manque d'expérience des pilotes japonais. Les combattants de l'IJAAS stationnés au nord des Philippines, par exemple, étaient toujours en formation. La majeure partie des avions de combat ennemis rapportés par les aviateurs américains étaient des types de l'armée japonaise, principalement des modèles Nakajima Ki-44 (nom de rapport allié « Tojo »), Kawasaki Ki-61 (« Tony ») et Nakajima Ki-43 (« Oscar »). Même si des aviateurs navals japonais expérimentés opéraient à cette époque, les unités de chasse de l'IJNAS Mitsubishi A6M Zero reconstituées après la bataille de la mer des Philippines apprenaient toujours à travailler ensemble et n'exécutaient pas le type de vol de section ou de division qui leur procurait un avantage tactique.
Bien que les frappes de porte-avions restantes de la journée par des chasseurs Hellcat, des bombardiers en piqué Curtiss SB2C Helldiver et des bombardiers torpilleurs Grumman TBF Avenger aient causé des dommages importants aux installations militaires sur Formose, il s'est avéré impossible de neutraliser complètement la puissance aérienne japonaise basée sur l'île. La réponse japonaise fut bien réprimée, cependant, et la seule contre-attaque efficace à se développer contre le TF 38 venaient du Japon même. Une unité d'attaque aérienne d'élite formée pour tous les temps et le vol de nuit, appelée le T. Air Attack Force, s'est déplaça vers le sud pour mettre en œuvre la première attaque de torpille aérienne nocturne assistée par radar contre l'archipel japonais. Les résultats furent terne : les navires de la marine américaine mirent en place en écran de fumée pour se mettre à l'abri et s'engagèrent dans des manœuvres radicales pour garder l'ennemi à l'arrière alors que les avions japonais lançaient des fusées éclairantes afin d'éclairer leurs cibles. Huit avions japonais furent abattus par les canons des navires pendant la nuit, et trois bombardiers Mitsubishi G4M « Betty » détruits, revendiqués par des chasseurs de nuit de l'USS Independence. L'USS Prichett subit des dégâts de provenant de tirs amis, mais aucun dommage de la part d'avions ennemis.

### 13 octobre
Le 13 octobre, le temps a été moins coopératif que la veille. Même si une plus large zone de ratissage fut affecté aux Task Group des Pescadores au nord de Luçon et Formose, beaucoup moins d'ennemis furent rencontrés dans les airs. Les résultats des opérations piquet radar de la journée ont été difficiles à déterminer en raison du temps couvert. Les rapports des pilotes de ces deux jours d'opération radar ont aidé à découvrir un plus grand réseau de bases aériennes sur Formose que prévu auparavant. Cette connaissance, combinée aux interceptions radio et aux frappes au crépuscule repoussées la veille au soir, conduisit le commandant Mitscher de la Force opérationnelle 38 à annuler toutes les frappes devant décoller après 14 heures. Au lieu de cela, les Task Group se préparèrent à se défendre contre un nouvel assaut nocturne.
Des éléments de la T. Air Attack Force revinrent comme prévu pour mener des frappes au crépuscule contre des navires de guerre américains. Cette fois, les TG 38.1 et 38.4 se retrouvèrent attaqués. Des formations japonaises furent repérées par radar à 16 h 40 et interceptées par des avions de la Combat air patrol (CAP) de l'USS Belleau Wood du TG 38.4 une heure plus tard. Les chasseurs du Belleau Wood mirent la formation ennemie en déroute à plus de 70 milles de la force de porte-avions japonaise, détruisant 10 chasseurs et bombardiers avant de regagner leur navire.

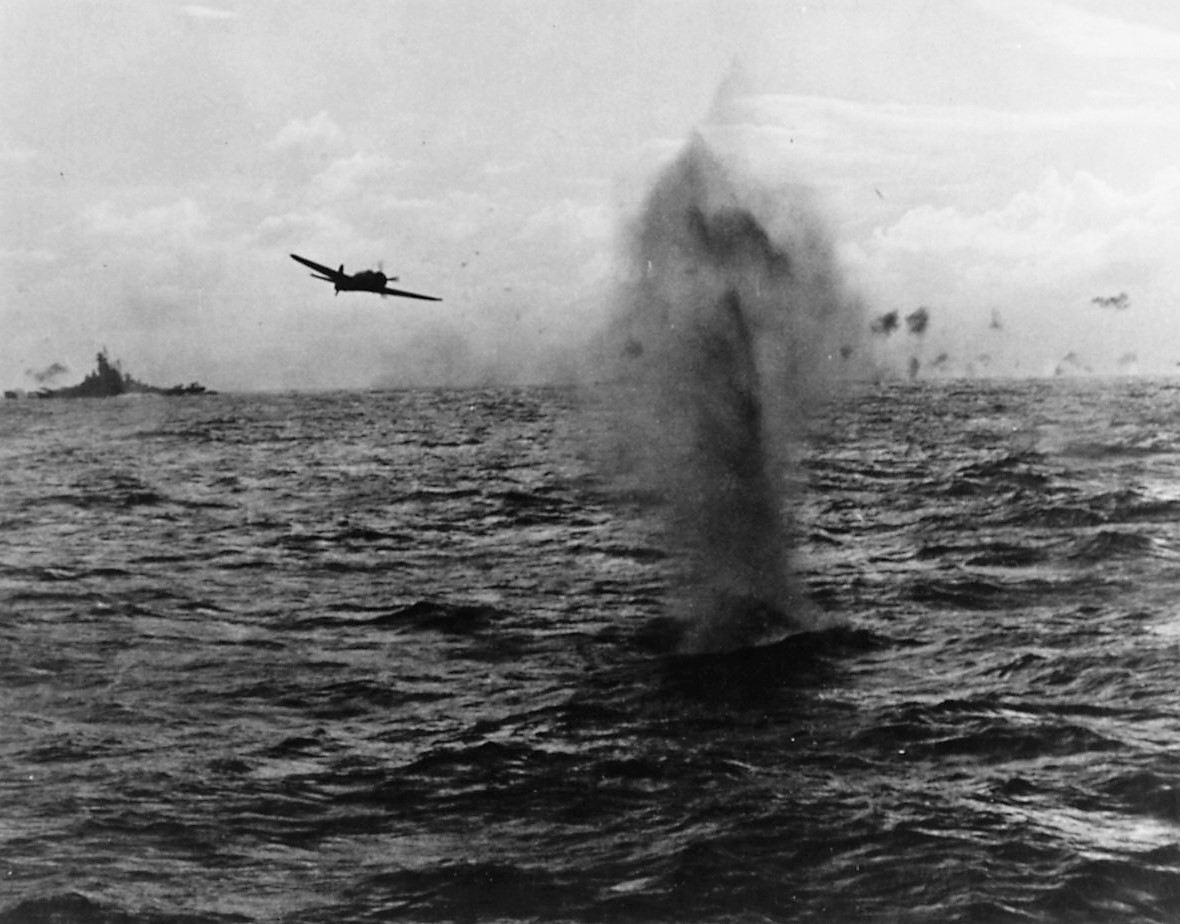
Bombardier-torpilleur B6N attaquant le TG 38.3 pendant la bataille aérienne de Formose, octobre 1944.

À 18 h 12, juste avant le coucher du soleil, une autre formation de pilotes de la T. Attack Force s'approchait à portée de frappe des Task Group. Six autres avions furent abattus à proximité de TG 38.4 en l'espace de vingt minutes. Un groupe subséquent de six bombardiers Mitsubishi G4M « Betty », qui avaient pénétré le piquet radar et échappé au CAP, lancèrent des attaques déterminées contre les porte-avions du TG 38.4, mettant quatre torpilles à l'eau avant que les six ne soient abattues par des canons antiaériens de bord. Une torpille explosa juste devant l'USS Franklin, et une autre, trop profonde, passa sous le porte-avions. L'un des G4M tenta de s'écraser sur le bâtiment en descendant, mais fut touché au niveau du pont d'envol avant de s'écraser en mer du côté tribord du navire.
Le TG 38.1 n'eut pas la même réussite. Dix bombardiers Yokosuka P1Y « Frances » prirent contact avec le groupe à 18 h 23 après avoir échappé à la détection précoce du radar en volant à basse altitude au-dessus de l'eau. Bien qu'ayant établi un contact visuel et revendiquant la destruction par des tirs antiaériens de bord de six avions japonais, un P1Y répéta une attaque de torpille déterminée contre les porte-avions. Le pilote fut contraint de s'écarter de sa route après un imprévu, manquant ainsi sa chance de torpiller un porte-avions de la flotte ; cependant, sa torpille frappa l'USS Canberra, tuant 23 membres de son équipage et infligeant de graves dommages au croiseur. Les deux salles des machines furent inondées et le gouvernail endommagé. En conséquence, le Canberra fut assisté par le TG 30.3, composé de navires détachés des groupes de porte-avions. Vers 22 h 00, l'USS Wichita débuta l'opération de remorquage du croiseur paralysé vers le sud-est,.

### 14 octobre
Les groupes furent forcés de rester à portée aérienne ennemie plus longtemps que prévu en raison de la situation du Canberra. Tôt le matin, des balayages de chasseurs furent lancés pour supprimer la puissance aérienne sur Luçon et Formose tandis que le Task Group nouvellement formé tentait d'escorter le Canberra en sécurité. Certains groupes aériens rencontrèrent des avions japonais dans les zones de frappe, mais aucun combat air-air majeur ne s'est engagé. Tout au long de l'après-midi, des avions ennemis s'envolèrent vers le périmètre des Task Group pour relayer les rapports d'observation.
Une nouvelle longue nuit aux quartiers généraux fut estimé par la CTF 38. Ces renseignements se révélèrent exacts dans le laps de temps suivant. En effet, les TG 38.1, 38.2 et 38.3 subirent plusieurs attaques aériennes massives de l'ennemi entre 15 h 00 et 18 h 30.
Le TG 38.2 fut le premier groupe attaqué. Une formation de 25 bombardiers en piqué Yokosuka D4Y « Judy », utilisant la couverture nuageuse pour échapper à la détection, fut interceptée par la patrouille aérienne du Combat air patrol. Seuls quelques avions japonais dépassèrent les chasseurs américains. Les bombardiers survivants purent placer deux bombes à proximité du Hancock, dont une heurta la cuve avant bâbord du canon sans exploser à l'impact. Aucun dommage grave ne fut infligé par cette attaque.

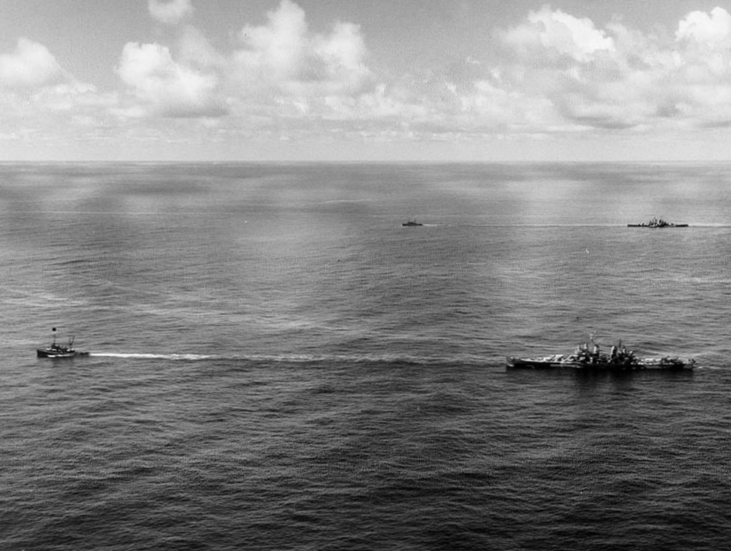
Les USS Canberra et USS Houston remorqués après avoir été torpillés lors de la bataille aérienne de Formose, 12-16 octobre 1944.

Vers 17 h 00, une grande formation d'ennemis apparut sur le radar en direction du TG 38.3. Comme auparavant, un grand nombre d’entre eux furent abattus par des patrouilles aériennes de combat. Les avions ennemis survivants volèrent jusqu'au niveau de l'eau pour échapper à la détection radar. Ces avions — bombardier-torpilleur et chasseurs — tendirent une embuscade à la formation quelques minutes plus tard. Les manœuvres évasives, le temps venteux et la mauvaise couverture des chasseurs japonais aidèrent le TG 38.3 à s'échapper sans subir de dommages importants.
Le TG 38.1 avait été désigné pour couvrir le groupe du Canberra se retirant. À 16 h 15, l'USS Houston rejoignit le TG 38.1 pour remplacer le Wichita, qui avait été positionné pour mettre en communication proue du Wasp avant son affectation en tant que remorqueur. Soudainement, un grand « bogey » apparut peu après le coucher du soleil à 18 h 31. Les batteries antiaériennes des navires de piquetage du groupe abattirent dix avions tentant de se rapprocher des porte-avions. Au moins deux avions ennemis mirent à l'eau des torpilles à proximité du Houston. Le navire vira d'un coup sec à tribord pour tenter d'éviter le premier sillage de torpille observé. La deuxième rata sa cible, mais la première heurta le croiseur à son milieu entre la quille et la ceinture blindée. Les inondations dans les salles des machines et d'autres espaces intérieurs lui firent prendre une gîte de 16°. Alors que de nombreux membres d'équipage passèrent par-dessus bord, le capitaine hésita longuement à abandonner le navire, avant qu'il ne soit finalement remorqué vers l'est par l'USS Boston.
Bien que s'étant poursuivies pendant des heures après la perte du Houston, les attaques contre le TG 38.1 ne firent aucun autre succès de la part des raiders japonais.

### 15 octobre
Dans un premier temps, les ordres d'opérations appelaient les forces opérationnelles à se ravitailler à cette date. Mais compte tenu du torpillage des Houston et Canberra, , seuls les TG 38.2 et 38.3 partirent pour le ravitaillement. Le TG 38.4 fut réaffecté pour des frappes sur Luçon afin de garder les avions d'attaque à distance pendant que TG 38.1 continua à servir d'escorte pour le groupe de navires endommagés désormais surnommé « Crippled Division 1 ». Confrontés à la décision de saborder ou de protéger les croiseurs endommagés, les conseillers de l'amiral William Halsey, commandant de la 3e flotte américaine, le convainquirent de transformer une mauvaise situation en opportunité. Surnommée officieusement « Bait Division », les navires lents et leurs escortes furent utilisés comme leurre pour attirer la flotte japonaise. Des transmissions radio urgentes furent diffusées sur des canaux ouverts dans l'espoir d'une interception par l'ennemi. D'après les rapports d'observation, le plan pourrait fonctionner : le matin et le soir, les forces de croiseur et de cuirassé furent signalées se dirigeant vers le sud du Japon et le sud-est de Formose,.
Pendant ce temps, les attaques aériennes ennemies ne diminuèrent pas malgré les lourdes pertes subies par les Japonais au cours des jours précédents. Plutôt que d'attendre les raids nocturnes, les formations d'attaque japonaises, escortées par des chasseurs A6M Zero, menèrent des frappes sur les TG 38.1 et 38.4 de l'aube au crépuscule. La patrouille aérienne de combat (CAP) du TG 38.4 dut être ravitaillée en chasseurs supplémentaires pour intercepter les avions japonais entrants. Environ deux douzaines d'aéronefs japonais furent détruits entre 10 h 45 et 10 h 56 par une combinaison de chasseurs CAP et de canons navals, notamment par ceux de l'USS San Jacinto. Bien qu'ayant été la cible du bombe pendant ces batailles, le dommages du Franklin s’avéreront superficiels. Le avions du TG 38.4 combattirent également l'ennemi sur terre. Le groupe aérien 13 (CAG-13) à bord du Franklin rencontrèrent un grand groupe d'ennemis à Nielson Field pendant les frappes matinal contre Luçon. Ils réclamèrent au moins 20 avions ennemis détruits pour la perte d'un seul chasseur Hellcat.
Une fois de plus, le TG 38.1 fit l'objet des attaques japonaises les plus concertées. Aucune frappe offensive ne fut lancée par les avions du groupe de la PAC, mais celle-ci fut renforcée autant que possible. Le Fighting Squadron 14 (VF-14) à bord de l'USS Wasp revendiqua 30 avions ennemis abattus à la fin de la journée, et d'autres groupes de chasseurs porteurs dans l'unité abattirent plus d'une douzaine d'autres. Des bombes rapprochées furent localisées par les porte-avions, mais aucun dommage réel ne fut causé aux navires de guerre américain lors de ces attaques.

### 16 octobre

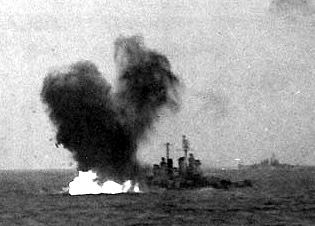
Torpille aérienne japonaise explosant à tribord de l'USS Houston au cours de l'après-midi du 16 octobre 1944, alors que le navire était remorqué par l'.

Des recherches à longue distance furent menées le matin et l'après-midi par des aéronefs de la force opérationnelle. Les américains espéraient qu'une flotte de surface japonaise se dirigerait vers le lieu de traversée de la division « Bait ». Malheureusement, le soir venu, ils se rendirent compte que les avions de reconnaissance ennemis avaient fait le point sur la force restante de la flotte américaine ; aucun engagement de surface ne mis en œuvre à partir de « Lure of the Streamlined Bait » de Halsey.
Bien que les navires ennemis ne se matérialisèrent pas, les attaques aériennes japonaises se poursuivirent en force toute la matinée et l'après-midi. La couverture aérienne dédiée pour le TG 30.3 fut fourni par les porte-avions légers USS Cowpens et USS Cabot, dont les groupes aériens ont interceptèrent de nombreux « bandits». Le plus grand escadron, composé de 75 aéronefs japonais, arriva vers 13 h 30. Un avion bimoteur combattit à travers le CAP et les batteries anti-aériennes des navires, survivant assez longtemps pour mettre une torpille dans l'eau avant qu'il ne s'écrase en mer.
La torpille frappa la partie arrière du côté tribord du Houston, projetant 20 hommes par-dessus bord et répandant des incendies d'essence dans les eaux autour du croiseur. Initialement incertain de la tenue du navire, le capitaine ordonna l'évacuation de 300 membres d'équipage tout en vérifiant l'état du navire. En fin de compte, il fut décidé de le garder à flot. Le remorquage repris de plus belle, déplaçant lentement le groupe opérationnel vers la base navale d'Ulithi,.

## Conséquences
Les pilotes japonais survivants revinrent avec les récits d'une victoire renversante. Selon un rapport initial, pratiquement toute la troisième flotte américaine avait été coulée et la force de transport américaine était en ruine. Bien que certains membres du commandement de la marine aient été initialement sceptiques à l'égard de tels rapports, ce récit fut repris par des membres du cabinet jusqu'à ce qu'il atteigne l'empereur Hirohito. Celui-ci félicita la marine et l'armée pour leur succès. Les journaux en particulier vantèrent ces affirmations, faisant état de plus de cinquante navires américains coulés, et de « victoire à Formose plus importante que Pearl-Harbor », n'hésita pas à parler de « défaite aussi terrible que celle de la flotte tsariste, il y a 40 ans ». Même les membres non convaincus de la marine japonaise, jusqu'à Toyoda lui-même, pensaient qu'une victoire avait été obtenue au large de Formose.
De fait, la bataille aérienne de Formose représentait une déroute des forces aériennes japonaises et un tournant pour les futures opérations navales. Du point de vue de la destruction de la puissance aérienne ennemie, entre le 11 et le 16 octobre, ce fut « une des semaines avec le plus de succès, depuis le début de la guerre », selon l'amiral Nimitz.
En réalisant l'ampleur de la déroute japonaise subie la première journée du 12 octobre, le vice-amiral Fukudome déplora : « Nos combattants n'étaient rien d'autre que tant d'œufs jetés sur le mur de pierre de la formation ennemie indomptable».
En réponse aux frappes américaines sur Formose à partir du 12 octobre, des unités de porte-avions nouvellement formées comme le 634e Naval Air Group (NAG) japonais furent détachées de leurs navires dans la quatrième division de porte-avions de la marine japonaise. Affecté à la 2e flotte aérienne terrestre, le 634e NAG connût une attrition rapide pendant le reste du mois. En janvier 1945, ce groupe ne disposait d'aucun personnel capable de maintenir les opérations aériennes. Dans le même temps, des unités de porte-avions plus anciennes comme le 653e Naval Air Group, qui venait de terminer sa reconstruction après les pertes subies lors de la première bataille de la mer des Philippines, furent détachées et intégrées de la même manière dans la 2e flotte aérienne. Au cours de la seule bataille aérienne de Formose, le 653e NAG perdit près de la moitié de ses avions disponibles.
Entre les pertes du groupe aérien de porte-avions susmentionnées, qui ont privé les navires du vice-amiral Jisaburō Ozawa de leurs pilotes, et les pertes d'unités d'attaque terrestres expérimentées comme le T. Air Attack Force, il ne restait aucune perspective réelle de fournir une couverture aérienne sur la flotte japonaise pour la prochaine bataille du golfe de Leyte. Les historiens de la bataille et les commandants de la marine ont reconnu ce facteur comme la principale raison de l'échec du plan Sho. H. P. Willmott écrivit : « Dans une large mesure, la défaite japonaise aux Philippines avait pris de la substance... avant les opérations de débarquement de 17 et 20 octobre. Ce fut le cas en raison de la nature et de l'ampleur de la victoire remportée par les groupes aériens américains au cours de leurs opérations après 10 octobre». Toyoda, à la suite de la question « Quelle était, selon vous, la cause principale de l'échec de cette opération ? », répondit : « Notre faiblesse dans l'air et le fait que nos pilotes commandés par l'amiral Ozawa n'étaient pas suffisamment formés».
La bataille aérienne de Formose fut également un tournant pour la tactique militaire japonaise. Des attaques kamikazes organisées avaient été proposées après la première bataille de la mer des Philippines, mais furent rejetées par les dirigeants de la marine impériale japonaise jusqu'en septembre 1944. Seulement dans le sillage immédiat de la bataille aérienne de Formose, lorsque le vice-amiral Takijirō Ōnishi remplaça le vice-amiral Kimpei Teraoka à la tête de la 1re flotte aérienne, des unités furent spécifiquement déployées dans le but de plonger en collision avec les navires ennemis.